# Чесноковка (Курганская область)
Чесноковка — деревня в Куртамышском районе Курганской области России.

## География
Деревня находится в южной части области, в пределах юго-западной части Западно-Сибирской равнины, в лесостепной зоне, на правом берегу реки Чесноковки, на расстоянии примерно 42 километров (по прямой) к юго-западу от города Куртамыша, административного центра района. Абсолютная высота — 123 метра над уровнем моря.
Климат
Климат характеризуется как континентальный, с холодной продолжительной малоснежной зимой и тёплым сухим летом. Среднегодовая температура — −1 °C. Средняя температура воздуха самого холодного месяца (января) составляет −17,7 °C (абсолютный минимум — −49 °С); самого тёплого месяца (июля) — 19 °C (абсолютный максимум — 41 °С). Безморозный период длится 113 дней. Годовое количество атмосферных осадков — 344 мм, из которых 190—230 мм выпадает в вегетационный период. Продолжительность периода с устойчивым снежным покровом равна 161 дню.

## Население
| 1989 | 2002 | 2010 |
| ---- | ---- | ---- |
| 187  | ↗231 | ↘199 |

Гендерный состав
По данным Всероссийской переписи населения 2010 года в гендерной структуре населения мужчины составляли 47,7 %, женщины — соответственно 52,3 %.
Национальный состав
Согласно результатам Всероссийской переписи населения 2002 года, в национальной структуре населения русские составляли 96 %.